# Eugoa pulverosa
Eugoa pulverosa är en fjärilsart som beskrevs av Gottfried Christian Reich 1937. Eugoa pulverosa ingår i släktet Eugoa och familjen björnspinnare. Inga underarter finns listade i Catalogue of Life.